# ألن كيلي
ألن كيلي (بالإنجليزية: Allen Kelley)‏ (مواليد 24 ديسمبر 1932 في ديرينغ - 13 أغسطس 2016)، هو لاعب كرة سلة أمريكي سابق. يبلغ طوله 5 قدم 11 بوصة (1.8 م). شارك في مسابقة كرة السلة في الألعاب الأولمبية الصيفية.

## الميداليات
| الميدالية | المسابقة                         |
| --------- | -------------------------------- |
| ذهبية     | الألعاب الأولمبية الصيفية 1960   |
| ذهبية     | بطولة كأس العالم لكرة السلة 1954 |

## روابط خارجية
- ألن كيلي على موقع الاتحاد الدولي لكرة السلة (الإنجليزية)
- ألن كيلي على موقع الاتحاد الدولي لكرة السلة (الإنجليزية)
- ألن كيلي على موقع سبورتس رفرنس (الإنجليزية)
- ألن كيلي على موقع كلية كرة السلة في سبورتس رفرنس.كوم (الإنجليزية)
- ألن كيلي على موقع ريلجم (الإنجليزية)
- ألن كيلي على موقع سبورتس رفرنس (الإنجليزية)
- ألن كيلي على موقع أوليمبيديا (الإنجليزية)
- ألن كيلي على موقع قاعة كنساس للمشاهير الرياضية (مؤرشف) (الإنجليزية)